# Línguas lesguianas
As línguas lesguianas fazem parte de um dos sete ramos línguas caucasianas do nordeste. Somente as línguas Lezgui  e Tabassarão  têm própria literatura.

## Classificação
- Periferia: Archi – 1200 falantes[1]
- Samur[2] (Nuclear Lezgic)
- Samur Leste
  - Udi – 5.700 falantes
  - Lezgi–Aghul–Tabasaran[2]
    - Lezgui – 784.000 falantes
    - Agul – 28.300 falantes
    - Tabassarão – 128.900 falantes
- Samur Sul
  - Kryts – 6.000 falantes  (1975)
  - Budukh – 1.000 falantes
- Samur Oeste
  - Rutul – 20.000 falantes
  - Tsakhur – 20.073 falantes

## Sonoridade das consoantes ejetivas
As línguas Lezgic se mostram relevantes na “teoria glotálica” das línguas indo-europeias, pois muitas delas se submetem à sonorização das consoantes ejetivas que foi postulada mas muitos especialistas como que zombam por ser algo improvável nessa família linguística. As correspondências não foram bem trabalhadas (a língua Rutulk é inconsistente nos exemplos tomados), mas alguns raros exemplos são: 
- Não-Lezgic: Avar tstsʼar; Lezgic: Rutul dur, Caxur do 'nome'
- Não-Lezgic: Archi motʃʼor, Lak tʃʼiri; Lezgic: Rutul mitʃʼri, Tabassarão midʒir, Aɡul mudʒur 'barba'
- Não-Lezgic: Avar motsʼ; Lezgic: Tabassarão vaz 'moon'

Moficicação similar ocorreu na posição Não-inicial nas línguas Nakh.